# Cédric Schlienger
Pour les articles homonymes, voir Schlienger.
Cédric Schlienger, né le 1er avril 1981 à Mulhouse et mort le 30 août 2007 à Chaumont, est un joueur français de volley-ball, évoluant au poste de réceptionneur-attaquant. 
Il meurt le 30 août 2007, tombé foudroyé d'un arrêt cardio-respiratoire, alors qu'il était à l'entraînement avec le Chaumont VB 52, à l'âge de 26 ans.